# Associazione Calcio Como 1941-1942
Questa voce raccoglie le informazioni riguardanti  l'Associazione Calcio Como nelle competizioni ufficiali della stagione 1941-1942.

## Rosa
| N. |                   | Ruolo | Calciatore          |
| -- | ----------------- | ----- | ------------------- |
|    | Italia (bandiera) | D     | Alessandro Banfi    |
|    | Italia (bandiera) | A     | Luigi Barbieri      |
|    | Italia (bandiera) | A     | Eliseo Bellani      |
|    | Italia (bandiera) | D     | Giuseppe Bernasconi |
|    | Italia (bandiera) | C     | Natale Camurati     |
|    | Italia (bandiera) | D     | Dario Capiaghi      |
|    | Italia (bandiera) | A     | Giuseppe Cattaneo   |
|    | Italia (bandiera) | C     | Luigi Cavadini      |
|    | Italia (bandiera) | A     | Carlo Cerutti       |
|    | Italia (bandiera) | A     | Carlo Clerici       |
|    | Italia (bandiera) | C     | Aldo Frigerio       |
|    | Italia (bandiera) | P     | Giuseppe Gavioli    |

| N. |                   | Ruolo | Calciatore         |
| -- | ----------------- | ----- | ------------------ |
|    | Italia (bandiera) | C     | Fiorenzo Gaffuri   |
|    | Italia (bandiera) | P     | Angelo Grilletti   |
|    | Italia (bandiera) | D     | Franco Manzotti    |
|    | Italia (bandiera) | A     | Giulio Panzeri     |
|    | Italia (bandiera) | C     | Italo Picchiottini |
|    | Italia (bandiera) | D     | Guido Quadri       |
|    | Italia (bandiera) | C     | Marco Romano       |
|    | Italia (bandiera) | C     | Giancarlo Sardi    |
|    | Italia (bandiera) | A     | Alfredo Taroni     |
|    | Italia (bandiera) | A     | Sergio Tettamanti  |
|    | Italia (bandiera) | A     | Felice Vittone     |
|    | Italia (bandiera) | A     | Luciano Zappa      |